# Tour de França de 1933
El Tour de França de 1933 fou la vint-i-setena edició del Tour de França i es disputà entre el 27 de juny i el 23 de juliol de 1933, sobre un recorregut de 4.395 km, distribuïts en 23 etapes. La cursa fou guanyada pel francès André Leducq, a una velocitat mitjana de 29,818 km/h, amb poc més de quatre minuts sobre el segon classificat, l'italià Learco Guerra.
Aquesta edició suposà la introducció de la classificació de la muntanya de manera oficial. En aquesta classificació s'atorgaven punts als ciclistes que passaven en primera posició als diferents ports. Aquesta classificació va ser guanyada per l'espanyol Vicente Trueba, que passà en primera posició 9 dels 16 ports.
Les bonificacions de temps de dos minuts per victòria d'etapa van tenir una gran influència en el resultat final de la cursa. Gràcies a elles Georges Speicher va aconseguir guanyar la cursa; sense elles, l'italià Giuseppe Martano hauria estat el vencedor.

## Canvis respecte a l'edició anterior
Al Tour de França de 1932 les bonificacions havien tingut un impacte important en els resultats: sense aquests bonificacions, la diferència entre el primer i el segon classificat hauria estat de tan sols tres segons, però amb les bonificacions fou de més de 24 minuts. El 1933 les bonificacions es van reduir i sols el vencedor de cada etapa rebia una bonificació de dos minuts.
Des de l'edició de 1913 el Tour de França s'havia disputar per França seguint el sentit contrari a les agulles del rellotge. El 1933 això va canviar i la cursa va seguir un recorregut a favor de les agulles del rellotge.
S'estableixen quatre dies de descans pels corredors durant aquesta edició, a Evian-les-Bains, Niça, Perpinyà i Pau.

## Participants

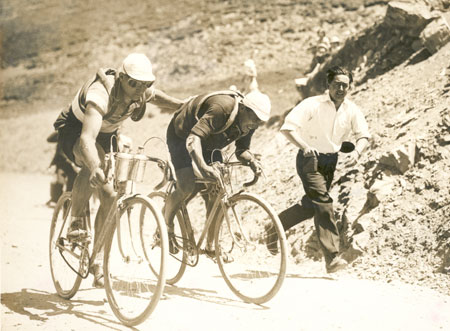
Georges Speicher i Leducq, dos membres de l'equip francès el 1933.

Bèlgica, Itàlia, Suïssa, Alemanya i França van enviar un equip nacional oficial a la cursa, constituït per 8 ciclistes. A més a més hi hagué 40 touriste-routiers, ciclistes sense equip, que disputaren la cursa.
L'equip francès que va disputar aquesta edició és considerat el millor equip d'abans de la Segona Guerra Mundial. L'equip belga tenia grans ciclistes, però les divergències internes entre francòfons i flamencs en dificultaven el rendiment. L'equip italià estava encapçalat per Learco Guerra. Guerra havia guanyat tres etapes al Giro d'Itàlia de 1933 i havia estat campió del món en ruta el 1931. El director del Tour, Henri Desgrange, considerava a Guerra com un dels possibles vencedors finals del Tour.

## Recorregut
La novetat més important és que aquesta edició es disputa seguint el sentit de les agulles del rellotge, cosa que no passava des de l'edició de 1913, i que fa que es passi abans pels Alps que pels Pirineus. Alhora s'incrementen en dues el nombre d'etapes respecte a l'edició anterior i es redueix el quilometratge general, cosa que fa que les etapes siguin més curtes, cap d'elles superi els 300 quilòmetres i fins a 13 etapes tinguin menys de 200 quilòmetres. Digne-les-Bains, Ax-les-Thermes i Tarbes acullen una etapa del Tour per primera vegada.

## Desenvolupament de la cursa
Josephine Baker va donar la sortida del Tour de França el 27 de juny de 1933. L'equip francès, que havia guanyat els últims tres Tours de França, va començar bé. Maurice Archambaud va guanyar la primera etapa i va liderar la classificació general fins als Alps. En la tercera etapa, l'esprintador francès Charles Pélissier, que havia guanyat 13 etapes del Tour en la seva carrera, va xocar amb un cotxe. Tot i que lesionat, va seguir la carrera, però va acabar l'etapa fora de control.
Fins a la vuitena etapa la lluita pel liderat fou entre Archambaud i Learco Guerra. En la vuitena etapa el francès Georges Speicher va demanar permís al seu cap de files, Archambaud per si podia sortir en busca de la victòria d'etapa. I així va ser com es va escapar i guanyà l'etapa.

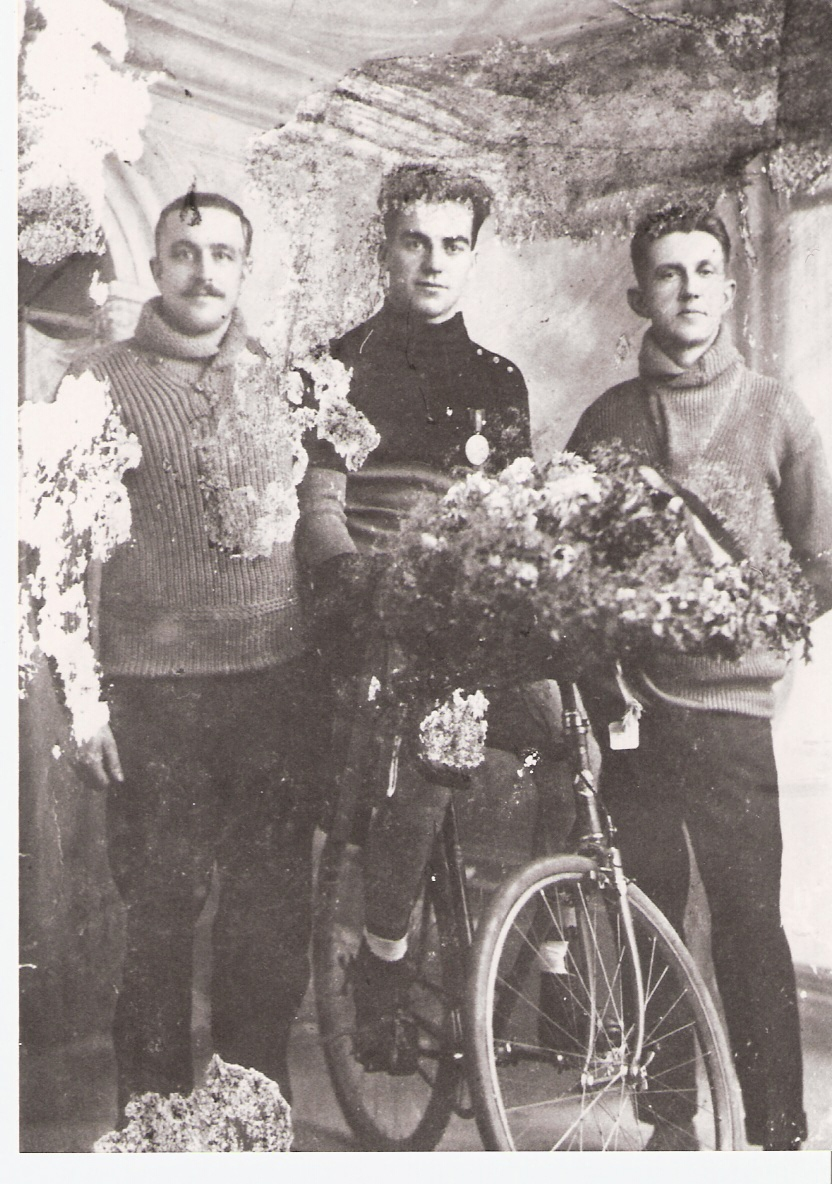
Georges Lemaire va liderar la cursa entre la 9a i la 10a etapa.

 En la novena etapa, amb el pas pels colossos alpins de Vars i Allos, Archambaud no pot seguir el ritme dels millors al pas per Allos. Guerra, segon en la general, no pot treure'n tot el profit possible en patir una punxada, cosa que fa que el liderat passi a mans del belga Georges Lemaire. Guerra queda en segona posició en la classificació general, a tan sols 23 segons de Lemaire.
En la 10a etapa tots els ciclistes, excepte els sis primers a finalitzar l'etapa, arriben a més de 22 minuts del vencedor. Segons les normes de la cursa, el temps de tall (el temps de més que un ciclista pot perdre respecte al vencedor de l'etapa) era el 8% del temps del venedor d'etapa. Aquesta norma hauria fet que tots els ciclistes, excepte sis, quedessin fora de la cursa. Per aquest motiu, el director del Tour Henri Desgrange va decidir ampliar el temps de tall fins al 10%, amb la qual cosa foren 43 els ciclistes que quedaren en competició.
En l'onzena etapa el temps de tall era del 10%. Això feia que quatre ciclistes quedessin eliminats de la cursa, per la qual cosa la direcció va decidir ampliar el marge fins al 15% i així repescar-los. Un d'aquests ciclistes havia estat atropellat per un cotxe de la direcció del Tour. Maurice Archambaud va recuperar el liderat gràcies a la bonificació de temps, però no per molt de temps, ja que el va perdre en la següent etapa.
Georges Speicher passà a liderar la cursa a partir de la 12a etapa. En les muntanyes Speicher lluitava. Diverses vegades va perdre contacte amb els capdavanters, però era un bon baixador, cosa que li permetia tornar al grup capdavanter al cap de poc temps. Lemaire inicialment es va mantenir a poca distància de Speicher, a tan sols 15 segons rere seu. L'Equipe va escriure que amb l'ajuda de l'equip belga, Lemaire podia haver posat en dificultats Speicher a l'hora d'aconseguir la victòria final, sobretot gràcies a l'ajuda de Jean Aerts. Però l'equip belga estava dividit entre els ciclistes de parla holandesa i de parla francesa, i Jean Aerts no va ajudar Lemaire, sinó que mirà en benefici propi. A poc a poc Lemaire va perdre temps respecte Speicher i finalment acabà en quarta posició, a més d'un quart d'hora del vencedor.
En la 21a etapa els dos primers classificats, René Le Grevès i Léon Louyet, foren desqualificats per irregularitats en l'esprint, passant a ocupar la sisena i setena posició respectivament. Per contra, Jean Aerts, tercer en un primer moment, acabà sent declarat el vencedor de l'etapa, aconseguint d'aquesta manera la seva sisena victòria d'etapa en aquesta edició.
Abans de la darrera etapa Giuseppe Martano ocupava la segona posició i Learco Guerra la tercera. Aquesta darrera etapa fou guanyada per Guerra, cinquena de la present edició, amb la qual cosa aconseguí una bonificació de dos minuts que li va permetre superar a Martano en la general i acabar en la segona posició final.

## Resultats

### Etapes
| Etapa | Data         | Recorregut                      | Km  | Vencedor d'etapa         | Líder de la general      |
| ----- | ------------ | ------------------------------- | --- | ------------------------ | ------------------------ |
| 1a    | 27 de juny   | París - Lilla                   | 262 | Maurice Archambaud (FRA) | Maurice Archambaud (FRA) |
| 2a    | 28 de juny   | Lilla - Charleville-Mézières    | 192 | Learco Guerra (ITA)      | Maurice Archambaud (FRA) |
| 3a    | 29 de juny   | Charleville-Mézières - Metz     | 166 | Alfons Schepers (BEL)    | Maurice Archambaud (FRA) |
| 4a    | 30 de juny   | Metz - Belfort                  | 220 | Jean Aerts (BEL)         | Maurice Archambaud (FRA) |
| 5a    | 1 de juliol  | Belfort - Evian-les-Bains       | 293 | Léon Louyet (BEL)        | Maurice Archambaud (FRA) |
| 6a    | 3 de juliol  | Evian-les-Bains - Aix-les-Bains | 207 | Learco Guerra (ITA)      | Antonin Magne (FRA)      |
| 7a    | 4 de juliol  | Aix-les-Bains - Grenoble        | 229 | Learco Guerra (ITA)      | Maurice Archambaud (FRA) |
| 8a    | 5 de juliol  | Grenoble - Gap                  | 102 | Georges Speicher (FRA)   | Maurice Archambaud (FRA) |
| 9a    | 6 de juliol  | Gap - Digne-les-Bains           | 227 | Georges Speicher (FRA)   | Georges Lemaire (BEL)    |
| 10a   | 7 de juliol  | Digne-les-Bains - Niça          | 156 | Fernand Cornez (FRA)     | Georges Lemaire (BEL)    |
| 11a   | 9 de juliol  | Niça - Canes                    | 128 | Maurice Archambaud (FRA) | Maurice Archambaud (FRA) |
| 12a   | 10 de juliol | Canes - Marsella                | 208 | Georges Speicher (FRA)   | Georges Speicher (FRA)   |
| 13a   | 11 de juliol | Marsella - Montpeller           | 168 | André Leducq (FRA)       | Georges Speicher (FRA)   |
| 14a   | 12 de juliol | Montpeller - Perpinyà           | 177 | André Leducq (FRA)       | Georges Speicher (FRA)   |
| 15a   | 14 de juliol | Perpinyà - Ax-les-Thermes       | 158 | Jean Aerts (BEL)         | Georges Speicher (FRA)   |
| 16a   | 15 de juliol | Ax-les-Thermes - Luchon         | 165 | Léon Louyet (BEL)        | Georges Speicher (FRA)   |
| 17a   | 16 de juliol | Luchon - Tarbes                 | 91  | Jean Aerts (BEL)         | Georges Speicher (FRA)   |
| 18a   | 17 de juliol | Tarbes - Pau                    | 172 | Learco Guerra (ITA)      | Georges Speicher (FRA)   |
| 19a   | 19 de juliol | Pau - Bordeus                   | 233 | Jean Aerts (BEL)         | Georges Speicher (FRA)   |
| 20a   | 20 de juliol | Bordeus - La Rochelle           | 183 | Jean Aerts (BEL)         | Georges Speicher (FRA)   |
| 21a   | 21 de juliol | La Rochelle - Rennes            | 266 | Jean Aerts (BEL)         | Georges Speicher (FRA)   |
| 22a   | 22 de juliol | Rennes - Caen                   | 169 | René Le Grevès (FRA)     | Georges Speicher (FRA)   |
| 23a   | 23 de juliol | Caen - París                    | 222 | Learco Guerra (ITA)      | Georges Speicher (FRA)   |

### Classificació General

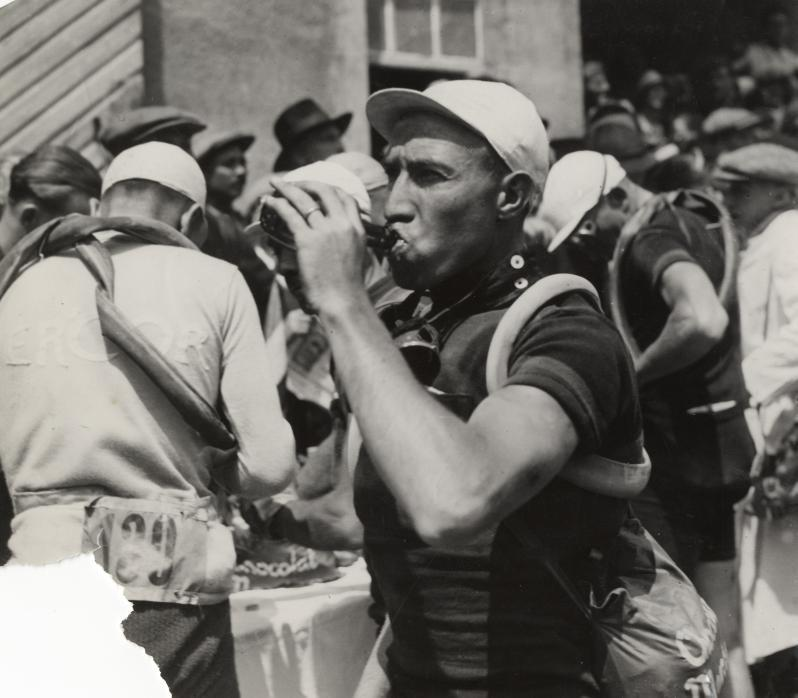
El ciclista belga Alphonse Schepers bevent.

El ciclista que arribava a la meta en el menor temps era proclamat el vencedor d'etapa. Els diferents temps de cada etapa eren sumats per aconseguir la classificació general, guanyada pel ciclista amb menor temps acumulat. Si un ciclista havia rebut alguna bonificació de temps es restava del total, de la mateixa manera que les penalitzacions de temps s'afegien al total. El líder de la cursa era identificat pel mallot groc.
Les bonificacions foren decisives al Tour de França de 1933 per determinar el vencedor final. Sense les bonificacions de dos minuts pel vencedor de cada etapa, Giuseppe Martano hauria estat el vencedor de la cursa. Speicher va rebre sis minuts de bonificacions per les seves tres victòries d'etapa i Guerra en va rebre 10 per cinc victòries, mentre Martano no va rebre cap mena de bonificació.
| Classificació General | Classificació General    | Classificació General | Classificació General | Classificació General |
| Pos.                  | Ciclista                 | Equip                 | Temps                 |                       |
| --------------------- | ------------------------ | --------------------- | --------------------- | --------------------- |
| 1                     | Georges Speicher (FRA)   | França                | 147h 51' 37"          |                       |
| 2                     | Learco Guerra (ITA)      | Itàlia                | + 4' 01"              |                       |
| 3                     | Giuseppe Martano (ITA)   | Touriste-routier      | + 5' 08"              |                       |
| 4                     | Georges Lemaire (BEL)    | Bèlgica               | + 15' 45"             |                       |
| 5                     | Maurice Archambaud (FRA) | França                | + 21' 22"             |                       |
| 6                     | Vicente Trueba (ESP)     | Touriste-routier      | + 27' 27"             |                       |
| 7                     | Léon Level (FRA)         | Touriste-routier      | + 35' 19"             |                       |
| 8                     | Antonin Magne (FRA)      | França                | + 36' 37"             |                       |
| 9                     | Jean Aerts (BEL)         | Bèlgica               | + 42' 53"             |                       |
| 10                    | Kurt Stöpel (GER)        | Alemanya/Àustria      | + 45' 28"             |                       |

### Gran Premi de la Muntanya
La classificació de la muntanya al Tour de França fou introduïda per primera vegada en aquesta edició. Es van determinar 16 muntanyes durant el recorregut en què es donaven punts als ciclistes que passaven primer pel cim. El primer al cim rebia 10 pjnts, el segon 9, i així fins al desè ciclista, que rebia 1 punt. El 1933 aquesta classificació fou patrocinada per Martini & Rossi.
| Pos | Ciclista               | Equip            | Punts     |
| --- | ---------------------- | ---------------- | --------- |
| 1   | Vicente Trueba (ESP)   | Touriste-routier | 134 (126) |
| 2   | Antonin Magne (FRA)    | França           | 81 (78)   |
| 3   | Giuseppe Martano (ITA) | Touriste-routier | 78 (75)   |

1. ↑  Les fonts no es posen d'acord

### Classificació per equips
Per quarta vegada es va establir una classificació per equips oficial, la qual fou guanayda per l'equip francès.
La classificació per equips era calculada a partir de la suma dels tres millors ciclistes en la classificació general, sent el millor classificat l'equip amb menor temps.
| Pos | Equip             | Temps        |
| --- | ----------------- | ------------ |
| 1   | França            | 444h 32' 50" |
| 2   | Bèlgica           | + 1h 20' 56" |
| 3   | Alemanya/ Àustria | + 2h 40' 24" |

## A posteriori
Pels Campionats del món de ciclisme en ruta de 1933, que s'havien de disputar a Montlhéry el 14 d'agost, el vencedor del Tour de França Georges Speicher no fou seleccionat en un primer moment. Només després que un ciclista francès, que havia estat seleccionat, abandonés, Speicher va ser cridat en última instància per disputar una cursa que va acabar guanyant. Speicher fou el primer ciclista a guanyar el Tour de França i el Campionat del món el mateix any.
El format de córrer per equips nacionals havia estat introduïda el 1930, i des d'aleshores la victòria final sempre havia anat a parar a mans d'un ciclista francès. Això va fer créixer l'interès entre els francesos, augmentant la tirada del diari organitzador l'Auto fins als 854.000 exemplars.